# Strength of a Woman
Albums de Mary J. Blige
The London Sessions
(2014) Good Morning Gorgeous
(2022)
Singles
1. Thick of It
Sortie : 7 octobre 2016
2. U + Me (Love Lesson)
Sortie : 17 février 2017
3. Love Yourself
Sortie : 30 mars 2017

Strength of a Woman est le treizième album studio de Mary J. Blige, sorti le 28 avril 2017 .
L'album s'est classé 2e au Top R&B/Hip-Hop Albums et 3e au Billboard 200.

## Liste des titres
| No  | Titre                                                                              | Auteur | Contient un (des) sample(s) de                                 | Durée |
| --- | ---------------------------------------------------------------------------------- | --- | -------------------------------------------------------------- | ----- |
| 1.  | Love Yourself (featuring Kanye West – Produit par DJ Camper)                       | Mary J. Blige, Kanye West, Charles Hinshaw, David D. Brown, Darhyl Camper Jr., I. Andrews                    | Nobody Knows du SCLC Operation Breadbasket Orchestra and Choir | 4:58  |
| 2.  | Thick of It (Produit par DJ Camper)                                                | Blige, Camper Jr., Jazmine Sullivan, John Goodison, Phil Wainman                                             | Give a Little Love des Bay City Rollers                        | 4:01  |
| 3.  | Set Me Free (Produit par DJ Camper)                                                | Blige, Camper Jr., Sullivan, Hinshaw                                                                         |                                                                | 3:29  |
| 4.  | It's Me (Produit par B.A.M.)                                                       | Blige, Priscilla Renea Hamilton, Brandon « B.A.M. » Hodge, Richard Butler, Dwayne Nesmith, Tremaine Neverson |                                                                | 4:30  |
| 5.  | Glow Up (featuring Quavo, DJ Khaled et Missy Elliott – Produit par DJ Camper)      | Blige, Camper Jr., Sullivan, Khaled Khaled, Quavious Marshall, Melissa Elliott                               |                                                                | 4:05  |
| 6.  | U + Me (Love Lesson) (Produit par B.A.M.)                                          | Blige, Hodge, Hinshaw, Brown                                                                                 |                                                                | 4:57  |
| 7.  | Indestructible (Produit par B.A.M.)                                                | Blige, Hodge, Davion Farris, Eric Dawkins, Elese Teyonie Russell                                             |                                                                | 4:43  |
| 8.  | Thank You (Produit par DJ Camper)                                                  | Blige, Camper Jr., Sullivan                                                                                  |                                                                | 4:05  |
| 9.  | Survivor (Produit par B.A.M. et William Tyler)                                     | Hodge, Tyler, Farris, Dave Hoddell, Spike Hoddell                                                            | Nostalgia de Weekend                                           | 4:44  |
| 10. | Find the Love (Produit par Lamb et Bigg D)                                         | Blige, Cainon Lamb, Derrick Baker, Vincent Berry II, Cortni Elisa Jordan                                     |                                                                | 3:23  |
| 11. | Smile (featuring Prince Charlez – Produit par Neff-U)                              | Blige, Theron Feemster, Hinshaw                                                                              |                                                                | 3:42  |
| 12. | Telling the Truth (featuring Kaytranada – Produit par Kaytranada et BadBadNotGood) | Blige, Louis Celestin, Ashton Simmonds, Matthew Tavares, Chester Hansen, Alexander Sowinski                  |                                                                | 3:57  |
| 13. | Strength of a Woman (Produit par B.A.M. et Teddy Riley)                            | Blige, Hodge, Benjamin Wright, Farris, Dawkins                                                               |                                                                | 3:49  |
| 14. | Hello Father (Produit par Hit-Boy)                                                 | Blige, Wright, Chauncey Hollis                                                                               | Jesus Children of America de Stevie Wonder                     | 3:19  |